# 조순 (후한)
조순(曹純, 174년? ~ 210년)은 중국 후한 말 조조 휘하의 장수로 자는 자화(子和)이며 조인의 동생이자 조조의 육촌 형제이다.

## 생애
그는 젊어서 학문을 좋아하였으며, 학자를 경애하였다.
조조의 장수로써 조조군의 최정예 기병대인 호표기를 인솔하였다고 한다. 205년, 호표기를 인솔하여 남피(南皮)에서 원담(袁譚)을 죽였고, 207년, 백랑산 전투에서는 답돈(蹋頓)을 붙잡기도 하였다.
208년, 장판전투(長坂戰鬪)에 참전하여 유비군을 추적하여 유비(劉備)의 딸을 붙잡아 물자와 패잔병을 접수하였고, 적벽대전(赤壁大戰)에 참전, 그러나 주유(周瑜)에게 대패한 조조와 함께 초로 귀환하였으나, 얼마 지나지 않아 병사하였다.
이때 조순이 죽자 조조가 이르길,
“조순에 견줄 자를 어찌 다시 얻을 수 있겠는가!”
라고 하여 호표기의 지휘관 후임을 뽑지 않았다는 말이 있다.

## 《삼국지연의》에서의 조순
적벽대전 이후, 조순은 그의 형 조인과 함께 남군을 지켜 주유를 여러 번 격파하였다. 그러나 주유의 가짜 장례식에 속아 유인되어 격파되었고, 유비의 장수 조운(趙雲)에게 빼앗겼다.

## 같이 보기
- 삼국지 인물 목록
- 진수 (서진)
- 배송지